# Puchar Polski w hokeju na lodzie 2001
Puchar Polski w hokeju na lodzie 2001 – 4. edycja Pucharu Polski w hokeju na lodzie została rozegrana w dniach od 8 sierpnia do 28 grudnia 2001 roku.
Większość klubów zrezygnowało z udziału w rozgrywkach z powodu problemów finansowych. Dla finalisty rywalizacji, GKS Katowice – wskutek walkowerów – mecz rozstrzygający o puchar był zarazem pierwszym spotkaniem w tej edycji pucharu. Triumfator, ekipa GKS Tychy, otrzymała pamiątkowy puchar. Za uczestnictwo w rywalizacji nie były przewidziane gratyfikacje finansowe.

## Plan rozgrywek
Rozgrywki składały się w trzech części:
- Ćwierćfinał: 8–12 sierpnia 2001
- Półfinał: 17–19 sierpnia 2001
- Finał: 28 grudnia 2001

## Ćwierćfinały

### Pierwsze mecze
| 8 sierpnia 2001 | Unia Oświęcim | – | Zagłębie Sosnowiec  | 9:2 (2:0, 4:1, 3:1) |
| 8 sierpnia 2001 | GKS Katowice  | – | Stoczniowiec Gdańsk | (w.o)               |
| 8 sierpnia 2001 | GKS Tychy     | – | KTH Krynica         | (w.o)               |
| 8 sierpnia 2001 | Polonia Bytom | – | Podhale Nowy Targ   | (w.o)               |

### Rewanże
| 12 sierpnia 2001 | Unia Oświęcim | – | Zagłębie Sosnowiec | 7:4 (2:2, 3:1, 2:1) |

## Półfinały

### Pierwsze mecze
| 17 sierpnia 2001 | GKS Tychy    | – | Unia Oświęcim | 2:4 (1:2, 0:2, 1:0) |
| 17 sierpnia 2001 | GKS Katowice | – | Polonia Bytom | (w.o)               |

### Rewanże
| 19 sierpnia 2001 | Unia Oświęcim | – | GKS Tychy | 3:8 (2:4, 0:2, 1:2) |

## Finał
| 28 grudnia 2001 | GKS Tychy | 3:1 | GKS Katowice | Stadion Zimowy, Tychy |

| | D. Słaboń 15:00 A. Ślusarczyk 30:00 M. Copija 42:00 | (1:0, 1:0, 1:1) | 43:00 W. Tkacz | Widzów: 3000 Sędzia główny: Krzysztof Rzerzycha (Kraków) |
| 8 min. kar |                                                     | 8 min. kar |                | Widzów: 3000 Sędzia główny: Krzysztof Rzerzycha (Kraków) |
| Skład: M. Kieca – M. Trzópek, A. Schubert, K. Horný, M. Copija, J. Smolík – A. Gretka, K. Śmiełowski (C), M. Ćwikła, D. Słaboń, A. Ślusarczyk – T. Zeman, Ł. Mejka, T. Demkowicz, W. Majkowski, J. Gurazda – K. Majkowski, W. Sosiński Trener: Rudolf Roháček |                                                     | Skład: J. Zając – P. Mareček, S. Łabuz, J. Hajnos, M. Słodczyk, Z. Podlipni – P. Gil, Cz. Niedźwiedź, W. Tkacz, M. Stebnicki, D. Adamčík – M. Szymański, Urban, T. Jóźwik, M. Koszowski, T. Wołkowicz Trener: Jan Novotný |                | Widzów: 3000 Sędzia główny: Krzysztof Rzerzycha (Kraków) |